# Karl Radek

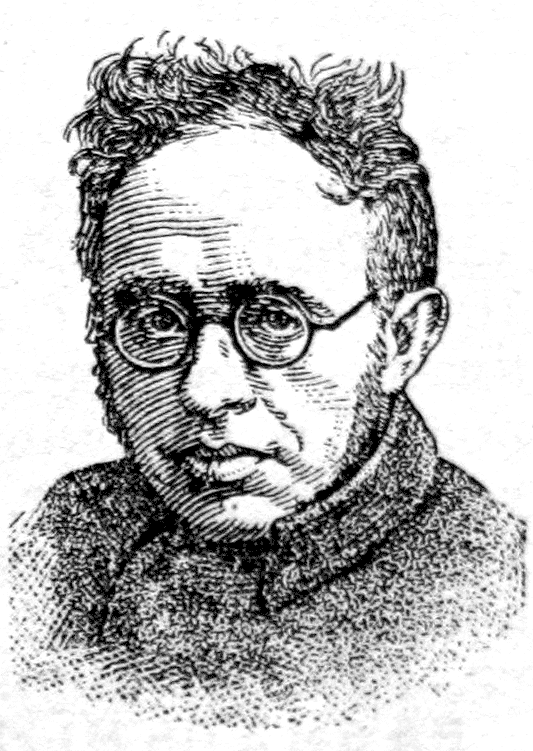
Karl radek

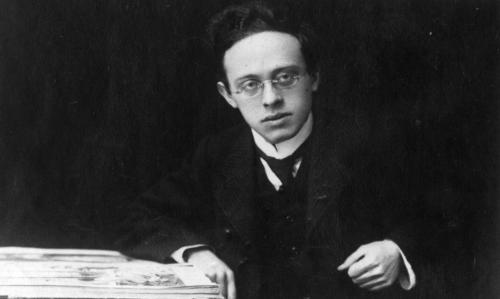
Karl Radek (1919)

Karl Berngardovich Radek (tiếng Nga: Карл Бернгардович Радек) (31 tháng 10 năm 1885 - 19 tháng 5 năm 1939) là một người theo chủ nghĩa Mác hoạt động ở Ba Lan và các phong trào dân chủ xã hội Đức trước thế chiến I và một nhà lãnh đạo Cộng sản quốc tế tại Liên Xô sau cách mạng Nga.
Radek sinh ra ở Lemberg, Áo-Hung (nay là Lviv ở Ukraina), với tên Karol Sobelsohn, trong một gia đình người Litva; Cha của ông, Bernhard, làm việc tại bưu điện và qua đời trong khi Karl còn trẻ. Ông lấy tên Radek từ một nhân vật yêu thích, Andrzej Radek, trong Syzyfowe prace (The Labor of Sisyphus, 1897) bởi Stefan Żeromski.
Radek gia nhập Dân chủ Xã hội của Vương quốc Ba Lan và Litva vào năm 1904 và tham gia vào cuộc cách mạng năm 1905 tại Warsaw, nơi ông phụ trách tờ báo của đảng Czerwony Sztandar.

## Đảng Dân chủ Xã hội Đức (SPD) và "Vấn đề Radek"
Năm 1907, sau khi bị bắt tại Ba Lan và trốn thoát khỏi trại giam, Radek chuyển tới Leipzig ở Đức và gia nhập Đảng Dân chủ Xã hội Đức (SPD), làm việc cho báo Leipziger Volkszeitung của Đảng. Năm 1911 Ông trở lại Bremen, nơi ông làm việc cho Bremer Bürgerzeitung.
Vào tháng 9 năm 1910, Radek bị các thành viên của Đảng Xã hội Ba Lan cáo buộc ăn cắp sách, quần áo và tiền bạc từ các đồng chí, như một phần của chiến dịch chống Do Thái, chống lại SDKPiL (Đảng dân chủ xã hội của Vương quốc Ba Lan và Lithuania). Ông được bảo vệ mạnh mẽ bởi các nhà lãnh đạo SDKPiL, Rosa Luxemburg và Leo Jogiches. Tuy nhiên, vào năm sau, SDKPiL đã thay đổi, một phần là do cuộc đụng độ giữa Jogiches và Vladimir Lenin, trong đó các thành viên trẻ của nhóm, dẫn đầu là Yakov Hanecki, và kể cả Radek, đã đứng về phía Lenin.
Jogiches đã yêu cầu một ủy ban đảng vào tháng 12 năm 1911 để điều tra các cáo buộc với Radek. Jogiches giải tán ủy ban vào tháng 7 năm 1912, sau khi nó đã không đi đến kết luận nào, và vào tháng 8 đã thông qua một quyết định trục xuất Radek. Năm 1912 August Thalheimer mời Radek đến Göppingen (gần Stuttgart) để tạm thời thay thế ông ta để điều hành tờ báo SPD, Freie Volkszeitung, đang gặp khó khăn về tài chính. Radek cáo buộc lãnh đạo đảng địa phương ở Württemberg hỗ trợ các nhà cải cách bóp nghẹt tờ báo do sự thù địch của họ. Đại hội SPD năm 1913 ghi nhận sự trục xuất đối với Radek. Trong phạm vi SPD Anton Pannekoek và Karl Liebknecht phản đối động thái này, cũng như Trotsky và Vladimir Lenin.

## Chiến tranh thế giới thứ nhất và Cách mạng Nga
Sau khi Chiến tranh thế giới thứ nhất, Radek chuyển đến Thụy Sĩ, nơi ông làm việc liên lạc giữa Lenin và phần còn lại tại Bremen, nơi ông có mối liên kết chặt chẽ từ thời ông ở Đức. Ông tham gia Hội nghị Zimmerwald năm 1915, đứng về phía cánh tả. Trong Thế chiến thứ nhất, Radek đã tham gia thảo luận với Vladimir Lenin về cách mạng Phục sinh, năm 1916 ở Ailen; trong khi Lenin rất nhiệt tình về sự nổi dậy, xem nó như là một cú đánh mạnh vào chủ nghĩa đế quốc Anh, Radek không đồng ý với ý kiến trên. Trotsky giữ quan điểm trung lập với Radek và Lenin.
Năm 1917, Radek là một trong những hành khách trên chiếc tàu đã mang Lenin và những người cách mạng Nga khác qua Đức sau cuộc Cách mạng tháng Hai ở Nga. Tuy nhiên, ông đã từ chối nhập cảnh vào Nga và tiếp tục tới Stockholm và cho ra đời các tạp chí Russische Korrespondenz-Pravda và Bote der Russischen Revolution nhằm xuất bản các tài liệu Bolshevik bằng tiếng Đức.
Sau cuộc cách mạng tháng 10, Radek tới Petrograd và trở thành Phó ủy viên ngoại giao, tham gia vào các cuộc đàm phán hòa ước Brest-Litovsk, cũng như chịu trách nhiệm tuyên truyền về Bolshevik trong quân đội Đức và tù nhân chiến tranh. Trong các cuộc thảo luận về việc ký kết hòa ước, Radek là một trong những người ủng hộ chiến tranh cách mạng.

## Quốc tế cộng sản và Cách mạng Đức
Sau khi bị từ chối công nhận là đại diện chính thức của Bolshevik, Radek và các đại biểu khác - Adolph Joffe, Nikolai Bukharin, Christian Rakovsky và Ignatov - đã đến Đại hội Xô viết Đức. Sau khi họ quay trở lại biên giới, tháng 12 năm 1918 Radek một mình vượt biên giới bất hợp pháp vào Đức, đến Berlin vào ngày 19 hoặc 20 tháng 12, nơi ông tham gia vào các cuộc thảo luận và hội nghị dẫn đến việc xây dựng nền tảng của Đảng Cộng sản Đức (KPD). Radek đã bị bắt sau cuộc nổi dậy Spartacus vào ngày 12 tháng 2 năm 1919 và bị giam tại nhà tù Moabit cho đến khi được thả vào tháng 1 năm 1920.
Trong khi ông ở Moabit, thái độ của chính quyền Đức đối với những người Bolshevik đã thay đổi. Ý tưởng tạo ra một liên minh của các quốc gia đã phải chịu đựng hiệp ước Versailles - chủ yếu là Đức, Nga và Thổ Nhĩ Kỳ, do đó Radek nhận được được sự viếng thăm của Walter Rathenau, Enver Pasha, và Ruth Fischer. Khi trở về Nga, Radek trở thành thư ký của Quốc tế cộng sản, chịu trách nhiệm chính về các vấn đề của Đức. Ông đã bị loại khỏi vị trí này sau khi ông ủng hộ KPD chống lại đại diện mới của Đảng Cộng sản Đức tham dự Đại hội lần thứ 2 của Quốc tế cộng sản. Tại các đại hội tiếp theo của Đảng Cộng sản Nga và các cuộc họp của ECCI, Radek và Brandler đã bị loại bỏ do thất bại của cuộc cách mạng của Zinoviev, Radek bị loại khỏi ECCI tại Đại hội lần thứ 5 của Quốc tế cộng sản.

## Vào phe đối lập và bị thanh trừng
Radek là một phần của phe đối lập còn lại từ năm 1923, Sau đó trong năm tại Đại hội Đảng lần thứ mười ba Radek đã bị trục xuất khỏi Ủy ban Trung ương. Vào mùa hè năm 1925, Radek được bổ nhiệm làm Hiệu trưởng trường Đại học Tôn Trung Sơn mới thành lập ở Moscow, nơi ông thu thập thông tin về sự phản đối của sinh viên về tình hình ở Trung Quốc. Tuy nhiên, sau cái chết của người tình, Larisa Reisner, Radek bắt đầu công khai chỉ trích Stalin, đặc biệt tranh luận về chủ nghĩa xã hội chủ nghĩa của Stalin trong một quốc gia tại Học viện Cộng sản. Radek đã bị sa thải khỏi vị trí của mình tại Đại học Tôn Trung Sơn vào tháng 5 năm 1927. Radek đã bị trục xuất khỏi Đảng năm 1927 sau khi giúp tổ chức một cuộc biểu tình độc lập vào ngày kỷ niệm 10 năm Cách mạng tháng Mười với Grigory Zinoviev ở Leningrad. Đầu năm 1928, khi những người chống đối nổi bật bị trục xuất đến nhiều địa điểm xa xôi khác nhau ở Liên Xô, Radek được gửi đến Tobolsk và một vài tháng sau đó chuyển sang Tomsk.
Ông được tái bổ nhiệm vào năm 1930 và là một trong số ít những người chống đối trước đây giữ lại một vị trí nổi bật trong đảng, đứng đầu Cục Thông tin Quốc tế của Ủy ban Trung ương Đảng Cộng sản Nga cũng như đưa ra những chỉ dẫn về văn học nước ngoài tại Hội nghị của nhà văn Xô Viết đầu tiên vào năm 1934.
Ông đã giúp viết Hiến pháp Xô viết năm 1936. trong cuộc Đại thanh trừng của những năm 1930, ông bị buộc tội phản quốc và buộc thú nhận sau hai tháng rưỡi thẩm vấn. Tại phiên tòa xét xử năm 1937, Ông bị kết án 10 năm tù hình sự, Ông được cho là đã bị giết trong một trại lao động bởi một tù nhân khác. Tuy nhiên, trong một cuộc điều tra của Khrushchev sau khi Stalin qua đời, thì xác định rằng ông đã bị giết bởi NKVD theo lệnh trực tiếp từ Lavrentiy Beria. Ông được phục hồi danh dự vào năm 1988.